# Tuomari Nurmio
Hannu Juhani Nurmio, pseudonyme Tuomari Nurmio, (né le 21 novembre 1950) à Helsinki) est un musicien de rock finlandais.

## Biographie
Hannu Nurmio est le fils de l'avocat Viljo Johannes Nurmio (1923–1963), et de Laila Porttinen.
Il naît à Helsinki et y vit pendant les premières décennies de sa vie. 
Dans les années 1990, Hannu Nurmio habite à Riihimäki, en 2002, il s'installe à Espoo et en 2015 à Helsinki puis retourne à Espoo en 2019,,,
Hannu Nurmio entre au lycée des arts visuels du Kallio mais il le quitte pour l'école mixte finnoise d'Helsinki d'Etelä-Haaga.
En 1971,Tuomari Nurmio entre à l'Université d'Helsinki et commence des études d'histoire générale, mais il change rapidement pour étudier le droit. 
Pendant ses études de droit, il travaille d'abord comme journaliste pour la revue Soihdunkantaja de l'association des étudiants socialistes puis en tant que rédacteur en chef du magazine musical Uusi Laulu.
Au début des années 1980, il décide d'arrêter ses études, mais il reviendra sur sa décision en pensant que "le boulot réalisé serait gaspillé". 
Après sa percée musicale, il persévère dans ses études. 
Le titre de la thèse de droit était «Interdiction de la torture en droit international»
En 1983, il obtient un baccalauréat universitaire en droit . 
Contrairement à ce que l’on dit souvent, il n’a pas effectué un seul jour travail correspondant à ses études.
Mais son domaine d'études lui a donné l'idée de son pseudonyme(tuomari = le juge).

## Discographie
- Tuomari Nurmio ja Köyhien ystävät – Kohdusta hautaan (vinyle: Johanna JHN 2001), 1979, (CD: Johanna JHNCD 2001)

- Tuomari Nurmio ja Viides kolonna – Maailmanpyörä palaa (Johanna JHN 2009), 1980,
- Tuomari Nurmio – Lasten mehuhetki (Johanna JHN 2041), 1981
- Tuomari Nurmio – Punainen planeetta (Johanna JHN 3005), 1982
- Meatballs – Meet the Meatballs (Beta 4008), 1984
- Tuomari Nurmio – Käytettyä rakkautta (Megamania MGM 2004), 1986
- Tuomari Nurmio – Kuu (Megamania MGM 2015), 1988,
- Tuomari Nurmio & Hugry Tribal Marching Band (YLE CDY 86), 1992
- Tuomari Nurmio – Hullu puutarhuri (Herodes HEROLP 04), 1992
- The Barnhill Boys – Hillbilly Spacecraft (Parlophone 7243-8 28433 2), 1994,
- Tuomari Nurmio – Karaokekuningas (Herodes EMI 7243 8 33354 2 8), 1995
- Tuomari Nurmio – Tanssipalatsi (Herodes EMI 7243 8 38248 2 3), 1996
- Tuomari Nurmio – Luuta ja nahkaa (Johanna 10001 20802), 1997
- Tuomari Nurmio – 1999 (Megamania 1000 121052), 1999
- Tuomari Nurmio ja Korkein Oikeus (Megamania 1000 121772), 2002
- Tuomari Nurmio & Alamaailman Vasarat – Kinaporin kalifaatti (Pyramid 1000 231382), 2005
- Tuomari Nurmio & Kongontien Orkesteri – Tangomanifesti (Pyramid RAMCD 3147), 2006
- Judge Bone & Doc Hill – Big Bear’s Gate (Bon Voyage Records Bone-0082), 2008
- Tuomari Nurmio – Paratiisin puutarha (Ratas Music Group RATAS0310), 2010
- Tuomari Nurmio – Dumari ja Spuget  (Ratas Music Group RATAS0513), 2013
- Tuomari Nurmio – Dumari ja Spuget bailaa! (Ratas Music Group RATAS0214), 2014, (cd ja konsertti-dvd)
- Tuomari Nurmio & Hoedown – Tales of Judge Bone (Sony), 2015
- Tuomari Nurmio & Folk Liisa – Ihmemaassa (Sony), 2016
- Tuomari Nurmio — Dumarillumarei (Sony), 2017
- Dumari ja Spuget – Usvaa putkeen (2019)

## Prix et récompenses
- Prix Juha Vainio, 1999